# Rüdtligen-Alchenflüh
Rüdtligen-Alchenflüh (tot 1926 officieel in het Duits Rüdtligen) is een gemeente en plaats in het Zwitserse kanton Bern, en maakt deel uit van het district Emmental.
Rüdtligen-Alchenflüh telt 2.403 inwoners.